# Viktor Birsa
Viktor Birsa, slovenski slikar, 20. april 1908, Kobjeglava na Krasu, † 2002, Portorož.
Znan je predvsem po impresionističnih upodobitvah mediteranskih motivov.